# 4467 Kaidanovskij
4467 Kaidanovskij è un asteroide della fascia principale. Scoperto nel 1975, presenta un'orbita caratterizzata da un semiasse maggiore pari a 2,6371893 UA e da un'eccentricità di 0,1496631, inclinata di 14,13563° rispetto all'eclittica.